# Trichoniscoides catalonensis
Trichoniscoides catalonensis är en kräftdjursart som beskrevs av Schmoelzer 1965. Trichoniscoides catalonensis ingår i släktet Trichoniscoides och familjen Trichoniscidae. Inga underarter finns listade i Catalogue of Life.